# 1998 YV11
1998 YV11 är en asteroid i huvudbältet som upptäcktes 26 december 1998 av den japanska astronomen Takao Kobayashi vid Ōizumi-observatoriet.
Asteroiden har en diameter på ungefär 3 kilometer.